# Військова реформа Гая Марія

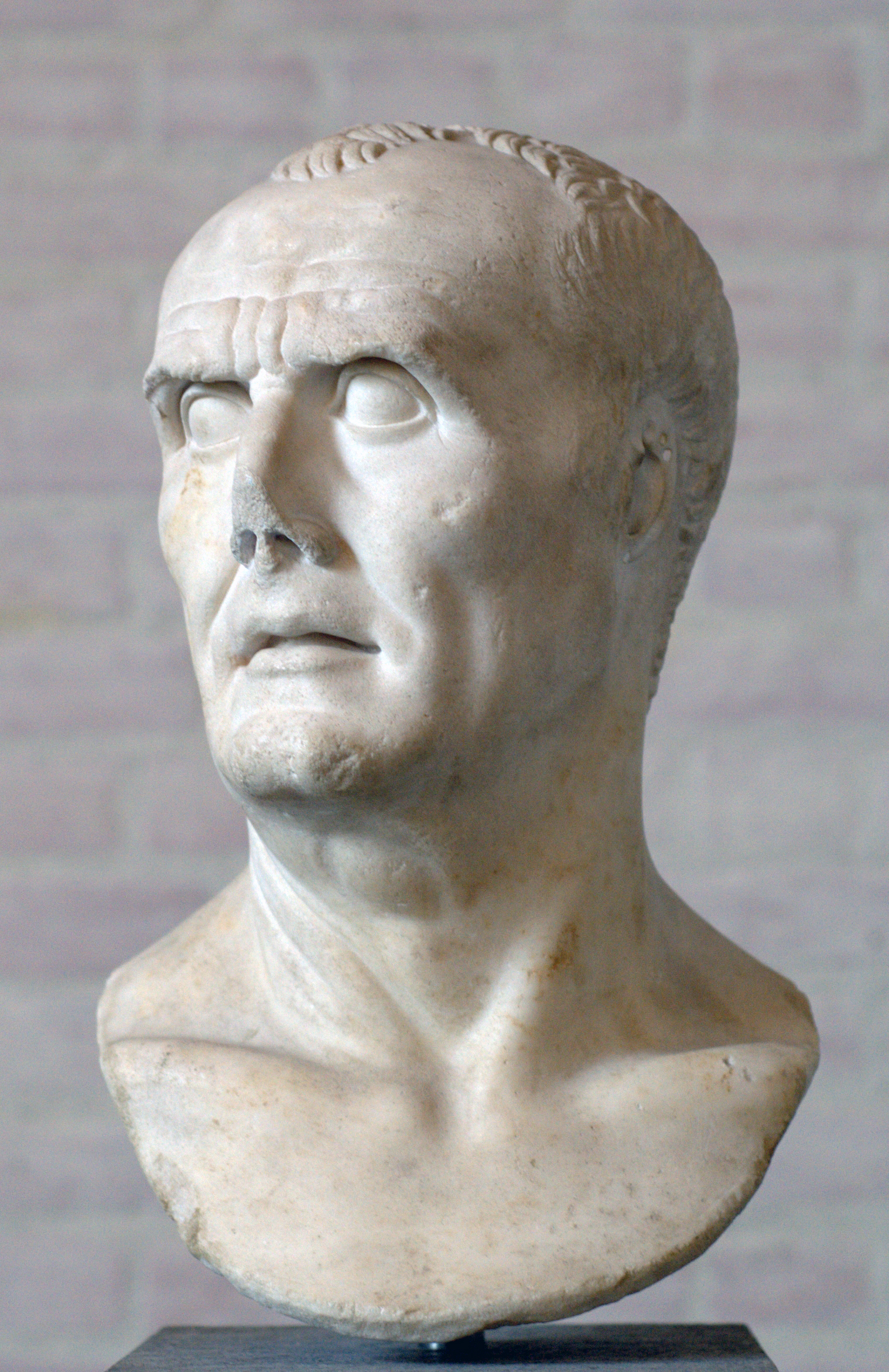
Гай Марій

Військова реформа Гая Марія — низка перетворень у давньоримській армії, ініційованих державним і військовим діячем Гаєм Марієм у 107 році до нашої ери.
Найважливіші перетворення стосувалася зміни принципів набору до армії (скасування майнового цензу), введення платні легіонерам, введення когортної системи управління легіонами, запровадження єдиного зразка озброєння та уніформи для важкої піхоти за державний кошт.
Своїми реформами Гай Марій змінив соціально-економічне становище солдатів, дозволивши бідним громадянам, що не мали власності, вступати до лав римської армії, за що цей процес отримав назву «пролетаризація».

## Передумови реформ
Тоді як у Римі точилася відчайдушна боротьба між оптиматами й популярами, майже на всіх рубежах Римської держави йшли війни з сусідніми народами. Це вимагало значного військового й матеріального напруження. Крім того, необхідно було тримати в покорі вже завойовані народи, де час від часу вибухали заворушення. Завоювавши величезні території в Європі, Азії й Африці, Рим став великою світовою за тогочасними масштабами державою. Це значно ускладнювало функції державного управління. Форми державного устрою невеликої держави-міста уже не задовольняли потреби величезної країни: і Народні збори, що складалися з воїнів-громадян, і сенат, і магістратура стали непридатними для нової держави.
У провінціях, які до того були лише об'єктом експлуатації, з'являються впливові групи місцевих рабовласників — землевласників, торговців, фінансистів. Вони прагнули рівності з римлянами, вимагали політичних прав і функцій. Дедалі більше римлян переселялось у провінції. Державний апарат повинен був представляти інтереси рабовласників усієї держави, а не тільки Риму.

### Стан Римської армії
Новим умовам не відповідав і давній принцип організації збройних сил як тимчасового ополчення вільних селян та ремісників. Армія мала бути і, по суті, вже стала професійною, постійною. До того ж для збереження військової могутності Риму потрібна була численна армія — адже вона воювала на різних фронтах далеко за межами Італії.
Отже, все очевиднішою була потреба реформування системи державного управління, збройних сил та інших невідкладних перетворень, продиктованих вимогами часу. Тим часом простежується початок занепаду державної і військової системи Риму, ширяться продажність, підкупи, хабарництво. Ці явища спостерігаються і в середовищі воєначальників.

### Югуртинська війна
З усією яскравістю це виявилось під кінець II століття до н.е. під час Югуртинської війни. Югурта, онук вірного союзника Риму в Карфагенській війні царя Масинісса, прагнув силою захопити усе Нумідійське царство, поділене Масиніссою між декількома синами. Югурта підкупив кількох римських сенаторів, різних політичних діячів, трибунів, домагаючись влади. Навіть командир римськими військами в Африці, отримавши від Югурти великі хабарі, відвів свої війська з території Нумідії. І хоч під тиском широкої громадськості Югурті була оголошена війна (111 до н.е.), велась вона Римом бездарно. Римські війська були змушені капітулювати.
Громадськість, обурена сенаторською олігархією, підкупною та корумпованою, і таким самим командувачем військами, вимагала над ними суду. Багатьох сенаторів, різних магістратів було засуджено і вигнано з Риму, а їхнє майно конфісковано. Командувачем в Африку призначено Квінта Цецилія Метелла, аристократа, але досвідченого полководця, сувору і непідкупну людину. Він завдав Югурті поразки, проте нумідійський цар перейшов до партизанської боротьби.
Війна набула затяжного характеру. Для її завершення в Африку був виряджений новообраний консул Гай Марій. Він був з верстви «нових людей» (Homo novus), походив з латинської сім'ї, яка жила в селі коло м. Арпіна. Марій з раннього віку служив в армії, був народним трибуном, претором. Потім служив легатом в Югуртинській війні у Метелла. Вирізняючись військовими здібностями, він мав великий авторитет серед війська, був близький до солдатів за складом думок і способом життя. Спеціальним рішенням Народних зборів Марію було доручено продовжувати війну з Югуртою. У 105 до н.е. він остаточно розбив і захопив у полон Югурту, якого незабаром у Римі було страчено.
Одночасно з Югуртинською війною римлянам довелось вести війну на півночі з кельтськими і германськими полчищами кімврів і тевтонів. У битвах коло Аквілеї (113 до н.е.) і Араузіона (105 до н.е.) римляни зазнали поразок. У останній битві загинуло близько 80 тис. римських воїнів. Подальше ведення війни знову доручили Гаю Марію.

## Реформа збройних сил Гая Марія

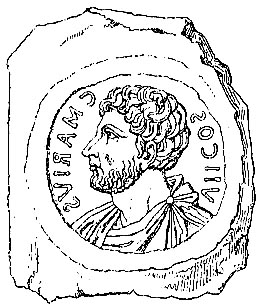
Гай Марій

Найперше Гай Марій розпочав реформу збройних сил (106—105 рр. до н. е.). Марій скасував попередній принцип комплектування легіонів, коли в армії могли служити лише громадяни, які мали земельну власність. Надалі вона повинна була комплектуватися лише на добровільних засадах, незалежно від майнового цензу, тобто вперше набирали в армію всіх охочих — пролетарів, котрих було в державі дуже багато. Брали до уваги лише громадянство і придатність до військової служби. Оскільки воїни та офіцери одержували певну платню, озброєння, спорядження і харчування, вони не були обтяжені турботою про своє господарство, сім'ї. Строк служби становив 16 років. Після цього воїни могли йти у відставку і наділялись землею. Так формувалося постійне професійне добре навчене військо.

### Структура війська
Дещо змінено структуру війська. Основною бойовою одиницею залишався легіон, який поділявся на десять когорт. Когорта складалася з трьох маніпулів, маніпул — з двох центурій. У когорті було 500 або 600 осіб, отже, в легіоні — 5-6 тис. У кожній когорті були свої маніпули гастатів, принципів і тріаріїв. І озброєння, і місце в строю визначалися командирами, а не за майновим цензом.
Кожний легіон мав обоз, який складався з 500—550 мулів, у розрахунку приблизно 1 мул на кожних 10 легіонерів. Аби втримати ці обози від надмірного розростання, Марій примусив кожного нести на собі стільки спорядження, скільки той міг подужати. Спорядження зазвичай складалося з власних обладунків, зброї та 15-ти денного раціону, що загалом складало близько 22,5–27 кг ваги. Для полегшення цього тягаря, він спорядив кожного легіонера дворіжковою жердкою (furca), щоби цю вагу можна було розподілити на плечах. Солдати отримали прізвисько «Марієві мули» (muli mariani) через кількість спорядження, яке вони повинні були переносити на собі.
Кожний легіон мав свого срібного орла(Aquila), номер і назву. В армії була встановлена жорстка дисципліна, солдати мусили постійно навчатися, працювати в таборі, прокладати дороги, споруджувати укріплення.

## Результат реформ
В результаті військової реформи Марія замість громадського ополчення сформувалася професійна, добре навчена римська армія, чисельність її зросла, боєздатність значно посилилась.
Реформа мала і значні політичні наслідки. Якщо раніше воїни прагнули якнайшвидше повернутись з військових походів додому, до господарства, сім'ї, то маріанські воїни перетворились у солдат-професіоналів, інтереси котрих були цілком пов'язані з армією. Вони прагнули нових походів, воєн, які обіцяли їм здобич і збагачення. Змінились і відносини між полководцем та військом, яке самовіддано служило обдарованим, хоробрим командирам у переможних битвах.
Солдати вірно служили полководцям не тільки у зовнішніх війнах — при потребі вони зі зброєю підтримували їхні політичні вимоги.
Перехід до системи добровільної професійної армії немало сприяв виникненню громадянських воєн наступного періоду, наклав певний відбиток на весь хід внутрішньої боротьби періоду республіки. З реформованою армією Марій 102 до н.е. розбив тевтонів, а в 101 до н.е. у грандіозній битві коло Варцелл у Північній Італії — майже повністю знищив близько 70-тисячну армію кімврів. Марій досяг у державі великої влади і популярності. Всупереч тодішнім законам упродовж короткого часу (восьми років) його 6 разів обирали консулом. Це був один з перших кроків до встановлення довготривалої військової диктатури.
Військова реформа Марія сприяла перетворенню армії в серйозну політичну силу.